# Néstor Pías
Néstor Pías (Montevideo, 7 de marzo de 1981) es un exciclista uruguayo.
Ha sido un animador constante tanto de Rutas de América como de la Vuelta Ciclista del Uruguay estando en la lista de los diez primeros en varias ediciones.
Ganó la Vuelta Ciclista de la Juventud del año 2000 vistiendo los colores del Club Ciclista Fénix.
Ganó la Vuelta Ciclista del Uruguay 2006, pero un control antidopaje le dio positivo y le fue retirado el triunfo.
En la Vuelta Ciclista del Uruguay 2008, culminó en la 2.ª posición al igual que en Rutas de América 2011.  
A nivel internacional, un 4.º puesto en la Vuelta de San Pablo (2009) y la 6.ª posición en la Vuelta de Chile (2006) han sido sus mejores actuaciones.
En 2016 gana la Vuelta Ciclista del Uruguay.

## Palmarés
2004
- 1 etapa de la Vuelta Ciclista del Uruguay

2005
- 1 etapa de Rutas de América

2008
- 1 etapa de Rutas de América

2011
- 1 etapa de Rutas de América

2013
- 2.º en el Campeonato Nacional Contrarreloj
- 2.º en el Campeonato Nacional de Ruta

2014
- 1.º en el Campeonato Nacional Contrarreloj

2015
- Rutas de América, más 1 etapa
- 1.º en el Campeonato Nacional Contrarreloj

2016
- Vuelta Ciclista del Uruguay, más 1 etapa